# Swertia schliebenii
Swertia schliebenii är en gentianaväxtart som beskrevs av Gottfried Wilhelm Johannes Mildbraed. Swertia schliebenii ingår i släktet Swertia och familjen gentianaväxter. Inga underarter finns listade i Catalogue of Life.